# أياكا سوزوكي
أياكا سوزوكي (باليابانية: 鈴木彩香؛ بالكانا: すずき あやか) هي لاعبة سباعيات رغبي ‏ يابانية، ولدت في 30 سبتمبر 1989 في يوكوهاما في اليابان.

## وصلات خارجية
- أياكا سوزوكي على موقع اللجنة الأولمبية الدولية (الإنجليزية)
- أياكا سوزوكي على موقع أوليمبيديا (الإنجليزية)